# Rubén Garabaya Arenas
Rubén Garabaya Arenas  (Avilés, Asturija, 15. rujna 1978.) je španjolski rukometaš. Igra na mjestu kružnog napadača. Španjolski je reprezentativac. Igra za klub Naturhouse La Rioju. Igrao je za Corveru, Ademar Leon, Frigorificos del Morrazo Cangas, Valladolid i Barcelonu.
Osvajač je brončane medalje na olimpijskim igrama u Pekingu 2008., srebra na europskom prvenstvu 2006. u Švicarskoj i zlata na Mediteranskim igrama 2005. u Španjolskoj i na SP u Tunisu 2005.  Osvajač je brojnih klupskih naslova.

## Vanjske poveznice
- Garabayas Profil beim FC Barcelona  Arhivirana inačica izvorne stranice od 14. prosinca 2009. (Wayback Machine)